# John Lewis and Sons
Das Schiffbauunternehmen John Lewis and Sons Limited betrieb Werften in Aberdeen und Montrose. Es ist vor allem für den Bau von Fischereifahrzeugen bekannt geworden.

## Geschichte
Gegründet wurde das Unternehmen im Jahr 1886 von Holzbootsbauer John Lewis aus Cove. Anfangs betrieb Lewis einen Kohlenimport am Albert Quay auf der Südseite des Hafens von Aberdeen und bereederte Trawler, bald darauf begann er mit dem Schiffsmaschinenbau und der Schiffsreparatur. Nach dem Tod des Firmengründers im Jahr 1907 führte sein Sohn Andrew das Geschäft weiter. Begünstigt durch die Nachfrage während des Ersten Weltkriegs wurde der Betrieb auf vier Bauplätze erweitert. In der Kriegszeit baute die Werft elf Standard-Küstenfrachter und einige größere Colliers. Letztere bildeten auch in den 1920er Jahren das Hauptarbeitsfeld. In den darauffolgenden 1930er Jahren erweiterte Lewis and Sons sein Programm um herkömmliche Frachtdampfer, von denen eine Reihe für australische Auftraggeber erstellt wurden, Dampftrawler, die zumeist für die Aberdeener Fischereiflotte bestimmt waren, Schlepper, Küstenfrachtdampfer und erste Küstenmotorschiffe.

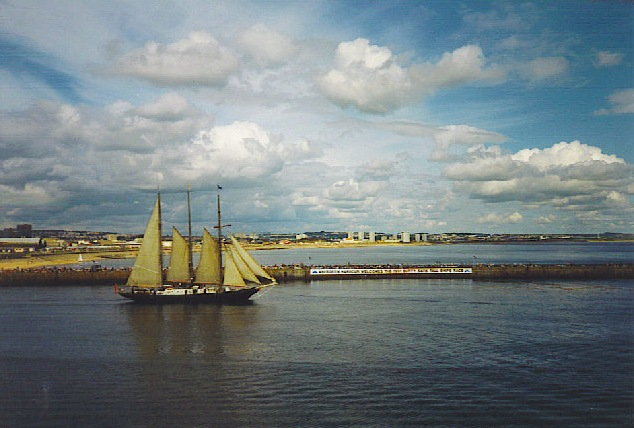
1991 – Die Malcolm Miller auf der Ausreise von Aberdeen

Im Zweiten Weltkrieg entstanden neben dem weitergeführten Bau von zivilen Trawlern zahlreiche Admiralty-Trawler und kleine Marineeinheiten. In der Nachkriegszeit neben immer wieder gebauten Küstenfrachtern vor allem Trawler. Eines der bekanntesten Schiffe der Werft war 1954 die Fairtry, der erste als solches entworfene und gebaute Heckfänger mit kompletter Fischverarbeitungs und -gefrieranlage an Bord. Die tiefgefrorenen Fischfiletplatten wurden zu den seinerzeit neu auf den Markt gebrachten Fischstäbchen verarbeitet. 1960 entstanden zwei Lewis-Trawler auf der ehemaligen Montrose Shipbuilding and Repairing Company. Bis in die 1960er Jahre führte die Werft ihr Bauprogramm aus zahlreichen Trawlern und einzelnen Kümos weiter. Im Jahr 1968 entstand das bis heute bekannte Segelschulschiff Malcolm Miller. 1969 beendete Lewis den Bau von Frachtern. Im Sommer 1972 wurde die Werft von der John Wood Group aus Aberdeen übernommen. Unter ihrer Leitung setzte man bis 1976 zunächst noch den Bau von Trawlern fort, beendete den Schiffbau dann aber fast vollständig und wandelte die Werft unter anderem durch den Bau eines 1600-Tonnen-Slips zu einer Reparatur- und Servicewerft für die Offshore-Aktivitäten der Wood-Gruppe um. Bis in die 1980er Jahre entstanden noch vereinzelte Neubauten für Wood.